# Adolf Lafaurie
Adolf (Adolph) Wilhelm Lafaurie (* 17. Januar 1816 in Hamburg; † 26. Februar 1875 ebenda) war ein deutscher Politiker.

## Leben
Als Sohn eines aus Bordeaux stammenden Kaufmanns geboren, ging Lafaurie auf die Gymnasien in Altona und Hamburg. 1836 begann er in Kiel Philosophie, Geschichte und Philologie zu studieren mit dem Schwerpunkt auf Rechts- und Staatswissenschaften. 1837 wechselte er nach Jena, wo er Mitglied der burschenschaftlichen Gesellschaft auf dem Burgkeller wurde. 1838 ging er nach Berlin, wo er vermutlich Karl Marx kennen lernte. 1839 setzte er sein Studium in Heidelberg und München fort. 1841 wurde er in Kiel zum Dr. phil. et jur. mit venia legendi promoviert.
In den Jahren 1841 bis 1843 war er als freier Schriftsteller in Berlin tätig. In dieser Zeit hörte er bei Friedrich Wilhelm Joseph Schelling und studierte die Schriften von Ludwig Feuerbach. Er ging nach Paris, wo er sich drei Jahre mit den dortigen Sozialisten beschäftigte. Er war Hörer am Collège de France, wo er Jules Michelet hörte. 1844 begegnete er in Paris Karl Marx.
Als überzeugter Sozialist kehrte er 1846 nach Jena zurück, wo er die Wochenzeitung Thüringer Volkstribun. Organ der Demokratie., das Parteiorgan der thüringischen Demokraten, gründete und gemeinsam mit Gustav Rothe herausgab. Auf einer Volksversammlung in Jena wurde 1848 sein Vorschlag angenommen, eine Abordnung nach Weimar zu entsenden und unter Androhung eines Aufstandes demokratische Grundrechte einzufordern. Er war Vorsitzender des Demokratischen Vereins und führte die Demokraten und Republikaner in Jena an. Sein Auftreten hatte starken Einfluss auf die Burgkellerburschenschaft, die sich damals führend im Progress engagierte. 1848 forderte er in einem Offenen Brief des Demokratischen Vereins gemeinsam mit Gustav Rothe und Ferdinand Lange den Jenaer Abgeordneten in der Frankfurter Nationalversammlung Christian Schüler auf, eine demokratische Republik Deutschland sowie einen republikanischen Freistaat Thüringen zu schaffen. 1848 wurde er schließlich anlässlich einer Steuerverweigerungskampagne verhaftet, 1849 zu einem Jahr Gefängnis verurteilt. Seine Haft saß er auf der Osterburg ab. Anschließend wurde er verbannt und ging nach Kiel, wo er eine Lehrtätigkeit als Privatdozent annahm. 1850 bis 1851 war als Führer der äußersten Linken Abgeordneter der Schleswig-Holsteinischen Landesversammlung.
Er zog nach Hamburg, wo er für kurze Zeit an der deutsch-katholischen Gemeindeschule als Lehrer tätig war. 1852 begann er ein Studium der Medizin, was ihn nach Würzburg, Wien und Prag führte. 1855 wurde er in Würzburg zum Dr. med. promoviert. Ab 1856 arbeitete er als praktischer Arzt in Hamburg. Dort gründete und leitete er einen Anti-Impfverein.

## Veröffentlichungen (Auswahl)
- Die materiellen Interessen: Eine kritische Beleuchtung der politischen Oekonomie in ihrer gegenwärtigen Gestaltung als Wissenschaft. Dissertation Universität Kiel, Kiel 1841.
- Die praktische Bedeutung der modernen Philosophie in Frankreich. In: Jahrbücher der Gegenwart, Tübingen 1846, S. 937–970.
- Geschichte des Handels in Beziehung auf politische Oekonomie und öffentliche Ethik. Stuttgart 1848. (Online)
- Freie Gemeinden und freie Menschen. Hamburg 1851. (Online)
- Schleswig-Holsteins und Dänemarks papiernes Recht. Hamburg 1852. (Online)
- Das letzte Rettungsmittel der Gesellschaft ist der Bankrott. Hamburg 1852.
- Ueber die Unzulänglichkeit der bisherigen Pemphigus-Diagnose, mit Abbildung und Beschreibung selbstbeobachteter, seltener und zum Theil streitiger Fälle. Dissertation Universität Würzburg, Würzburg 1856.
- Ein Blick in das Zunftleben der deutschen Medicin. Hamburg 1866. (Online)
- Das Unbegründete der Vaccinationslehre und das Unberechtigte des Zwanges. Ein offenes Sendschreiben an den deutschen Reichstag. Hamburg 1873. (Online)